# Moncks Corner
Pour les articles homonymes, voir Monck.
La ville de Moncks Corner est le siège du comté de Berkeley, situé en Caroline du Sud, aux États-Unis. Sa population s’élevait à 7 885 habitants lors du recensement de 2010, estimée à 10 315 habitants en 2016.

## Histoire
La localité doit son nom à l'homme d'État britannique George Monck (1608-1670).

## Démographie
| 1890 | 1900 | 1910 | 1920 | 1930 | 1940  |
| ---- | ---- | ---- | ---- | ---- | ----- |
| 118  | 202  | 232  | 309  | 623  | 1 165 |

| 1950  | 1960  | 1970  | 1980  | 1990  | 2000  |
| ----- | ----- | ----- | ----- | ----- | ----- |
| 1 818 | 2 030 | 2 314 | 4 179 | 5 607 | 5 952 |

| 2010  | - | - | - | - | - |
| ----- | - | - | - | - | - |
| 7 885 | - | - | - | - | - |